# Opogona crypsipyra
Opogona crypsipyra är en fjärilsart som beskrevs av Turner 1923. Opogona crypsipyra ingår i släktet Opogona och familjen äkta malar. Inga underarter finns listade i Catalogue of Life.